# San Antonio Texas (Guanajuato)
San Antonio Texas es una localidad del estado mexicano de Guanajuato. Es parte del municipio de Silao de la Victoria.

## Toponimia
El nombre de la población refiere a la ciudad de San Antonio, Texas.

## Demografía
| Gráfica de evolución demográfica |
|                                  |

| Censo | Población |
| ----- | --------- |
| 1990  | 247       |
| 2000  | 42        |
| 2010  | 1 735     |
| 2020  | 2 595     |